# Wojciech Wybieralski
Wojciech Wybieralski (ur. 1942) – profesor sztuk plastycznych, nauczyciel akademicki Akademii Sztuk Pięknych w Warszawie, Politechniki Warszawskiej i innych uczelni, specjalista w zakresie wzornictwa.

## Życiorys
W 1967 uzyskał na Akademii Sztuk Pięknych w Warszawie tytuł zawodowy magistra. W 1968 został nauczycielem akademickim w rodzimej uczelni i odbył praktykę projektową w Danii, a w latach 1969-1970 pobyt stypendialny w USA w ramach stypendium Fullbrighta. W 1970 uzyskał kwalifikacje I° (równoważne z doktoratem), w 1975 kwalifikacje II° (równoważne z habilitacją). Został docentem w ASP. W 1993 prezydent RP Lech Wałęsa nadał mu tytuł profesora sztuk plastycznych. Objął stanowisko profesora zwyczajnego ASP. W latach 1984–1990 był dziekanem Wydziału Wzornictwa Przemysłowego warszawskiej ASP.
Został także nauczycielem akademickim Politechniki Warszawskiej, Szkoły Wyższej Psychologii Społecznej w Warszawie, Akademii Sztuk Pięknych im. Władysława Strzemińskiego w Łodzi i Wyższej Szkoły Ekologii i Zarządzania w Warszawie.
W 1970 został członkiem Stowarzyszenia Projektantów Form Przemysłowych, a w latach 1984-2004 był jego prezesem. W latach 1967–1997 należał do Związku Polskich Artystów Plastyków.